# Ron Amess
Ronald William „Ron“ Amess (* 9. August 1937; † 20. Oktober 2011) war ein australischer Eishockeyspieler. 

## Karriere
Ron Amess nahm für die australische Nationalmannschaft an den Olympischen Winterspielen 1960 in Squaw Valley teil. Mit seinem Team belegte er den neunten und somit letzten Platz. Er selbst kam im Turnierverlauf in fünf Spielen zum Einsatz. Zudem trat er für Australien bei der B-Weltmeisterschaft 1962 an.